# Eric Farris
Pour les articles homonymes, voir Farris.
Eric Michael-Jay Farris (né le 3 mars 1986 à Sacramento, Californie, États-Unis) est un ancien joueur de deuxième but des Ligues majeures de baseball.

## Carrière
Eric Farris est drafté par les Braves d'Atlanta en 2004. Ceux-ci le sélectionnent en 42e ronde mais Farris ne signe pas avec l'équipe et s'inscrit plutôt à l'université Loyola Marymount de Los Angeles, où il poursuit sa carrière. En juin 2007, les Brewers de Milwaukee en font leur choix de quatrième ronde et, cette fois, le jeune joueur d'avant-champ accepte un contrat avec le club.
Farris est rappelé des ligues mineures pour la première fois durant l'été 2011 lorsque les Brewers perdent leur joueur de deuxième but Rickie Weeks, blessé. Farris fait ses débuts dans le baseball majeur par une présence comme frappeur suppléant dans le match du 28 juillet des Brewers contre les Cubs de Chicago. C'est son seul match de l'année avec Milwaukee, avec qui il revient pour 13 rencontres la saison suivante. Il réussit son premier coup sûr dans les majeures le 29 septembre 2012 aux dépens du lanceur Enerio Del Rosario des Astros de Houston.
Il rejoint les Twins du Minnesota en 2013.